# Ecuación de Buckley-Leverett
En la dinámica de fluidos, la ecuación de Buckley-Leverett es una ecuación de conservación utilizada para modelar el flujo de dos fases en medios porosos. La ecuación de Buckley-Leverett o el desplazamiento de Buckley-Leverett describe un proceso de desplazamiento inmiscible, como el desplazamiento de aceite sobre el agua, en un depósito unidimensional o cuasi-unidimensional. Esta ecuación puede derivarse de las ecuaciones de conservación de masa del flujo de dos fases, bajo las suposiciones enumeradas a continuación.

## Ecuación
En un dominio cuasi-unidimensional, la ecuación de Buckley-Leverett viene dada por:
| Símbolo                      | Nombre                                                  |
| ---------------------------- | ------------------------------------------------------- |
| {\displaystyle S_{w}(x,t)}   | Saturación de la fase de humectación (agua)             |
| {\displaystyle Q}            | Caudal total                                            |
| {\displaystyle \phi }        | Porosidad de las paredes del depósito                   |
| {\displaystyle A}            | Área de la sección transversal en el volumen de muestra |
| {\displaystyle f_{w}(S_{w})} | Función de flujo fraccional de la fase de humectación   |

Típicamente, {\displaystyle f_{w}(S_{w})} es una función no lineal de la saturación en forma de 'S'. 
{\displaystyle S_{w}} y {\displaystyle k_{rn}(S_{w})} caracterizan las movilidades relativas de las dos fases de la siguiente forma:
| Símbolo                       | Nombre                                                  |
|                               | Fase Humectante                                         |
| ----------------------------- | ------------------------------------------------------- |
| {\displaystyle \lambda _{w}}  | Movilidad de fase humectante                            |
| {\displaystyle k_{rw}(S_{w})} | Función de permeabilidad relativa de fase humectante    |
| {\displaystyle \mu _{w}}      | Viscosidad de fase humectante                           |
|                               | Fase No Humectante                                      |
| {\displaystyle \lambda _{n}}  | Movilidad de fase no humectante                         |
| {\displaystyle k_{rn}(S_{w})} | Función de permeabilidad relativa de fase no humectante |
| {\displaystyle \mu _{n}}      | Viscosidad de fase no humectante                        |

## Supuestosa priori
La ecuación de Buckley-Leverett se deriva de los siguientes supuestos:
- El flujo es lineal y horizontal.
- Tanto las fases humectantes como las no humectantes son incompresibles.
- Fases inmiscibles
- Efectos de presión capilar insignificantes lo que implica que las presiones de las dos fases son iguales.
- Fuerzas gravitacionales insignificantes y, por tanto, despreciables.

## Solución general
La velocidad característica de la ecuación de Buckley-Leverett está dada por:
{\displaystyle U(S_{w})={\frac {Q}{\phi A}}{\frac {\mathrm {d} f_{w}}{\mathrm {d} S_{w}}}.}
La naturaleza hiperbólica de la ecuación implica que la solución de la ecuación de Buckley-Leverett tiene la forma {\displaystyle S_{w}(x,t)=S_{w}(x-Ut)}  dónde {\displaystyle U} es la velocidad característica dada más arriba. La no convexidad de la función de flujo fraccional  {\displaystyle f_{w}(S_{w})} también da lugar al conocido perfil de Buckley-Leverett, que consiste en una onda de choque seguida inmediatamente por una onda de rarefacción.